# Linfano
Linfano (Dialekt Lufàm oder Lufanet) ist eine Fraktion der italienischen Gemeinde (comune) Arco in der Provinz Trient, Region Trentino-Südtirol.

## Etymologie
Linfano wurde erstmals 1144 urkundlich erwähnt. Der Ursprung des Namens ist nicht vollständig geklärt. Je nach Theorie könnte er sich aus dem lateinischen lympha (Wasser) ableiten, an das die Endung -ano angehängt wurde. Der Name nimmt wohl Bezug auf den sumpfigen Mündungsbereich der Sarca. Es lässt aber auch nicht vollkommen ausschließen, dass es sich bei Linfano um einen vorlateinischen Ortsnamen handelt, der sich möglicherweise auf eine Person bezieht.

## Geografie
Linfano liegt am Nordufer des Gardasees. Es wird im Süden durch den See, im Westen durch den Monte Brione und im Osten durch den Fluss Sarca begrenzt und stößt im Norden an das Gebiet der Stadt Arco. Ein etwa 600 m langer Uferstreifen bildet den einzigen Zugang der Gemeinde Arco zum Gardasee. Im Westen stößt dieser Strandabschnitt an die Grenzen der Gemeinde Riva del Garda und im Osten an Nago-Torbole.
Die Siedlung bestand Anfang des 20. Jahrhunderts nur aus ein paar verstreuten Häusern. Die Einwohner betrieben in der fruchtbaren Ebene Wein- und Olivenanbau. Mit dem Beginn des Tourismus entstanden am Seeufer, dem sogenannten Lido di Arco (Strand von Arco), Hotels, Campingplätze und Segelclubs.

## Geschichte
Erste menschliche Spuren in Linfano stammen aus der Urgeschichte. So wurden bei Feldarbeiten 1876 auf einem Grundstück von Prospero Marchetti mehrere Steinwerkzeuge gefunden, die zwischen der Jung- und der Kupfersteinzeit zugeordnet werden können.
Der Besitz der fischreichen Sarcamündung war seit dem Mittelalter zwischen Arco und Riva umstritten. 1144 entschied der Bischof von Trient, Altmann von Lurngau, den Grenzstreit zugunsten von Arco. Die Entscheidung sollte den Grundpfeiler für den späteren Aufstieg des Geschlechts derer von Arco darstellen. Auch in der Folge kam es um das Gebiet immer wieder zu Streitigkeiten zwischen den Grafen von Arco, Nago und Riva. So beispielsweise 1575 als die Grafen von Arco an der Sarcamündung eine Zollstation errichteten, deren Reste noch bis zum Ende des 18. Jahrhunderts zu sehen waren.
Im 16. Jahrhundert wurde mit dem Bau der Kirche der Santa Maria delle Vittorie, die zunächst der Jungfrau Maria geweiht war, begonnen. Sie wurde jedoch erst über 100 Jahre später, im Jahre 1627 fertiggestellt. Ihren heutigen Namen erhielt sie erst einige Jahre später, vermutlich nachdem ein Expansionsversuch der Republik Venedig zurückgeschlagen werden konnte. Im ersten italienischen Unabhängigkeitskrieg kam es am 18. April 1848 bei Linfano zu einem Gefecht zwischen einer lombardischen Freischar und österreichischen Truppen. Hierbei fielen fünf lombardische Freiwillige, die hinter der Kirche ihre letzte Ruhe fanden.
Nach einer verheerenden Flut im Jahre 1882 begann man ein Jahr später mit der Begradigung des Flusses Sarca, die mehrere Jahrzehnte in Anspruch nahm. Ein großer Flussbogen auf dem Gebiet von Linfano wurde erst 1919 begradigt. In dem Altwasser wurde 1953 die Teichwirtschaft Mandelli gegründet.
Im Ersten Weltkrieg wurde der Bereich zwischen der Sperrgruppe Monte Brione und der Straßensperre Nago von der österreichisch-ungarischen Armee durch Feldbefestigungen befestigt. Mit den Arbeiten wurde noch vor dem italienischen Kriegseintritt im Sommer 1914 begonnen. Während des Zweiten Weltkriegs wurden im Zuge des Baus der sogenannten Alpenfestung von der Organisation Todt weitere Bunker und Ringstände bei Linfano errichtet. 1944 wurden an der Sarcamündung in Linfano über 1000 Arbeiter und Zwangsarbeiter in Baracken untergebracht, die in dem der SS unterstehenden unterirdischen Rüstungswerk der Caproni-Werke in Torbole arbeiteten.
Nach dem Zweiten Weltkrieg war Linfano einem Strukturwandel ausgesetzt, bei dem die bislang dominierende Landwirtschaft zu Gunsten des produzierenden Gewerbe und später des Fremdenverkehrs an Bedeutung verlor. Der Industrialisierungsprozess wurde 1956 mit dem Bau des Wasserkraftwerkes Torbole eingeleitet. Das 1961 in Betrieb genommene Kraftwerk nutzt den Höhenunterschied zwischen dem Lago di Cavedine, der als Speichersee dient, und dem Gardasee zur Elektrizitätsgewinnung aus. In den 1960er Jahren entstand auch im Norden von Linfano das Industriegebiet „Pra de la fam“. Als erster Betrieb siedelte sich hier die Papierfabrik Fedrigoni an, die damals Lochkarten für IBM herstellte. 1966 wurde das Unternehmen Hurth hier gegründet, das Getriebe für Baumaschinen herstellt und 1997 von Dana Incorporated aufgekauft wurde. Die 1965 in Arco gegründete Firma Aquafil errichtete 1969 eine Produktionsstätte zur Herstellung von Nylongarn in Linfano. 2011 entwickelte Aquafil das Econyl-Verfahren zur Rückgewinnung von Rohstoffen aus Stoffresten, alten Polstermöbeln und Fischernetzen.
Ab den 1970er Jahren entstanden zunächst nur auf den Uferbereich des Gardasees beschränkt die ersten Einrichtungen für den Fremdenverkehr. Der Bau eines 90.000 m² großen Gebäudekomplexes für touristische Zwecke in den 1980er Jahren traf bei der Bevölkerung auf breiten Widerstand und konnte nicht verwirklicht werden. In den 2010er Jahren wurde das Projekt in verkleinerter Form nördlich der SS 240 umgesetzt.
Im März 2014 wurden durch einen Bergsturz vom Monte Brione mehrere Häuser in Linfano zum Teil schwer beschädigt, zwei Personen wurden dabei leicht verletzt. Bei dem Bergsturz waren etwa 400 m³ Material zu Tal gestürzt. Bereits 1985 war ein größerer Felsbrocken von der Ostseite des Monte Brione zu Tal gestürzt. In der Folge wurde hier ein über 600 m langer Schutzwall errichtet. Zu weiteren größeren Felsstürzen kam es 2019 und 2021 im südöstlichen Bereich des Monte Brione.

## Tourismus
Wie auch das umliegende Gebiet ist Linfano ein beliebtes Tourismus-Ziel. Vor allem bei Windsurfern und Wingsurfern ist der Ort aufgrund der konstanten Winde sehr beliebt. Darüber hinaus bieten die umgebenden Gardaseeberge unzählige Möglichkeiten für Mountainbiketouren sowie Wander- und Kletterrouten.

## Verkehr
Durch Linfano führt die Staatsstraße SS 240 „di Loppio e Val di Ledro“ und die SS 249 „Gardesana Orientale“. Beide führen über den gleichen Straßenverlauf von Torbole kommend über die Sarca-Brücke, nachdem an einem Kreisverkehr die SS 249 „Gardesana Orientale“ nach Arco abzweigt führt die SS 240 „di Loppio e Val di Ledro“ am westlichen Ortsende in eine Galerie und umgeht südlich den Monte Brione nach Riva del Garda. In der Hochsaison, insbesondere an und vor Feiertagen sowie an Wochenenden, leidet die Gemeinde am hohen Verkehrsaufkommen. Eine Ortsumgehung von Nago ist seit 2018 in Bau. Eine Umgehungsstraße für Torbole und Linfano ist seit den 1980er Jahren im Gespräch. Der Ort verfügt über einen kleinen Hafen, an der ehemaligen Mündung der Sarca.